# 納斯塔西夫卡 (霍羅爾區)
49°50′43″N 33°10′4″E / 49.84528°N 33.16778°E
納斯塔西夫卡（烏克蘭語：Настасівка），是烏克蘭中部的村莊，隸屬波爾塔瓦州的盧布尼區。該村距離波克羅夫西卡巴加奇卡和科夫圖尼1公里，海拔高度147米，2001年人口189。